# Мак-Интош (округ, Оклахома)
Округ Мак-Интош (англ. McIntosh County) располагается в штате Оклахома, США. Официально образован в 1907 году. По состоянию на 2012 год, численность населения составляла 20 584 человека.

## География
По данным Бюро переписи США, общая площадь округа равняется 1844,082 км2, из которых 1605,802 км2 суша и 92,000 км2 или 12,980 % это водоёмы.

## Население
По данным переписи населения 2000 года в округе проживает 19 456 жителей в составе 8 085 домашних хозяйств и 5 683 семей. Плотность населения составляет 12,00 человек на км2. На территории округа насчитывается 12 640 жилых строений, при плотности застройки около 8,00-ми строений на км2. Расовый состав населения: белые — 72,59 %, афроамериканцы — 4,06 %, коренные американцы (индейцы) — 16,20 %, азиаты — 0,14 %, гавайцы — 0,03 %, представители других рас — 0,35 %, представители двух или более рас — 6,63 %. Испаноязычные составляли 1,27 % населения независимо от расы.
В составе 25,60 % из общего числа домашних хозяйств проживают дети в возрасте до 18 лет, 56,60 % домашних хозяйств представляют собой супружеские пары проживающие вместе, 10,40 % домашних хозяйств представляют собой одиноких женщин без супруга, 29,70 % домашних хозяйств не имеют отношения к семьям, 26,70 % домашних хозяйств состоят из одного человека, 14,50 % домашних хозяйств состоят из престарелых (65 лет и старше), проживающих в одиночестве. Средний размер домашнего хозяйства составляет 2,37 человека, и средний размер семьи 2,84 человека.
Возрастной состав округа: 22,60 % моложе 18 лет, 6,40 % от 18 до 24, 22,30 % от 25 до 44, 26,90 % от 45 до 64 и 26,90 % от 65 и старше. Средний возраст жителя округа 44 лет. На каждые 100 женщин приходится 91,70 мужчин. На каждые 100 женщин старше 18 лет приходится 89,30 мужчин.
Средний доход на домохозяйство в округе составлял 25 964 USD, на семью — 31 990 USD. Среднестатистический заработок мужчины был 27 998 USD против 19 030 USD для женщины. Доход на душу населения составлял 16 410 USD. Около 13,50 % семей и 18,20 % общего населения находились ниже черты бедности, в том числе — 24,80 % молодёжи (тех, кому ещё не исполнилось 18 лет) и 13,30 % тех, кому было уже больше 65 лет.